# Inés Duarte, secretaria
Inés Duarte, secretaria é uma telenovela venezuelana exibida em 1990 pela Venevisión. É uma versão muito livre da telenovela Buenos días, Isabel de Delia Fiallo de 1980.

## Elenco
- Amanda Gutiérrez - Ines Duarte
- Víctor Cámara - Andrés Martan
- Mariano Álvarez  - Carlos Javier Martan
- Rebeca Costoya - Raquel Mendivle
- Carolina López - Laura
- Eva Blanco - Regina Duarte
- Chony Fuentes
- Agustina Martín - Victoria Martan
- Judith Vásquez - Samantha
- Helianta Cruz - Virginia Duarte
- Mauricio González - Santiago
- Luis Gerardo Núñez - Roberto Suarez
- Andrína Sanchez - Adriana Silver
- Javier Diaz - Quick
- Sandra Juhasz - Zuleika
- Barbara Mosquera - Amelia
- Ricardo García - Cornelio Guevara
- Aidita Artigas - Tomasa
- Chumico Romero - Brigida
- Marcelo Rodríguez - Nico
- Carolina Cristancho
- Nancy González - Agustina Termini
- Luis Malave - Hermes Evano
- Marco A. Casanova - Anibal
- Ricardo Blanco
- Henry Salvat
- Juan Carlos Vivas - Andres "Junior" Martan
- Rossana Termini - Elisa Martan
- Asdrubal Blanco - David Martan
- Veruska García - Laurita Martan
- Jenifer Di Nisio - Diana